# فهرست رشته‌های تحصیلی

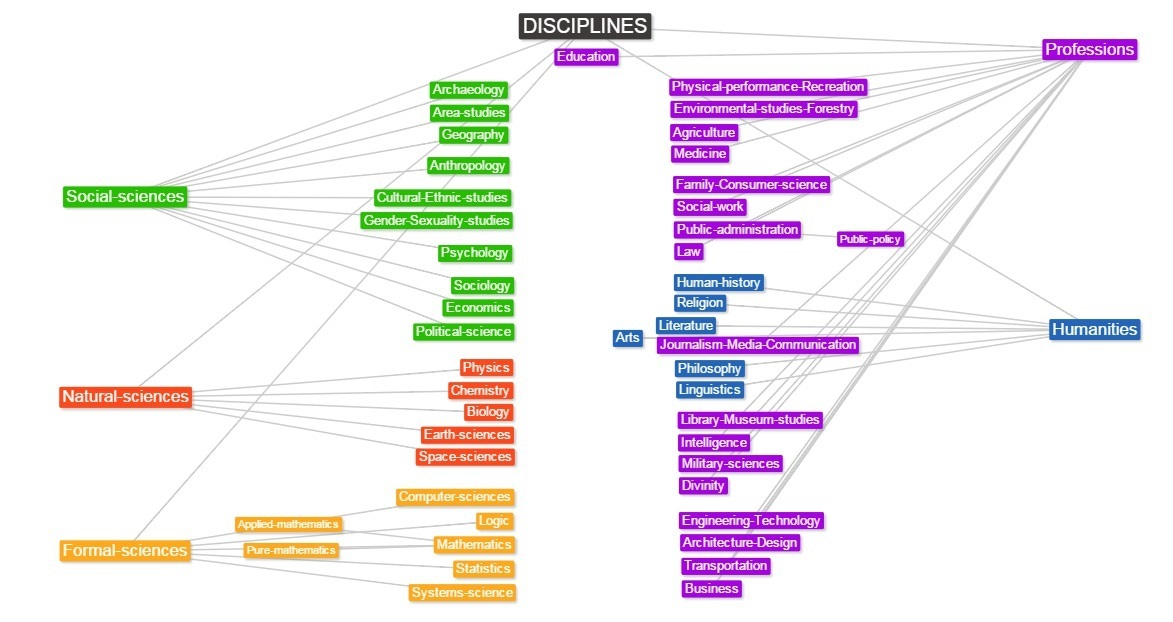
نقشه ذهنی رشته‌ها و حرفه‌ها

یک رشته تحصیلی دانشگاهی (به انگلیسی: Academic discipline) به عنوان شاخه‌ای از دانش شناخته می‌شود که در بخش معتبر آموزش عالی تدریس می‌شود. یک رشته معمولاً توسط هیئت علمی یک دانشگاه تعریف و به رسمیت شناخته می‌شود. با این حال، هیچ معیار رسمی برای تعریف یک رشته دانشگاهی وجود ندارد.

## علوم انسانی و اجتماعی

### انسان‌شناسی
| - - توصیف زبانی - زبان‌شناسی تاریخی - زبان‌شناسی فرهنگی - زبان‌شناسی اجتماعی - انسان‌جانورشناسی - انسان‌شناسی زیستی - نظریه وراثت دوگانه - انسان‌شناسی فرگشتی - بوم‌شناسی رفتاری انسان - فرگشت انسان - انسان‌شناسی پزشکی - عصب‌انسان‌شناسی - دیرین‌مردم‌شناسی - ژنتیک جمعیت - نخستی‌شناسی - انسان‌شناسی زیست‌فرهنگی | - انسان‌شناسی فرهنگی - انسان‌شناسی از توسعه - انسان‌شناسی دین - انسان‌شناسی کاربردی - انسان‌شناسی سایبورگ - انسان‌شناسی دیجیتال - فرهنگ مجازی - انسان‌شناسی بوم‌شناختی - انسان‌شناسی اقتصادی - انسان‌شناسی زیست‌محیطی - مردم‌زیست‌شناسی - مردم‌گیاه‌شناسی - قوم‌نگاری - قوم‌شناسی - موسیقی‌شناسی قومی - فولکلور - خویشاوندی - اسطوره - انسان‌شناسی سیاسی - انسان‌شناسی روان‌شناختی - انسان‌شناسی فرهنگی - انسان‌شناسی زبان‌شناختی - انسان‌شناسی اجتماعی |

#### باستان‌شناسی
- باستان‌اخترشناسی
- باستان‌شناسی چشم‌انداز
- فرهنگ باستان‌شناختی
  - کارکردگرایی ساختاری
  - باستان‌شناسی پساروندگرا
- باستان‌سنجی
  - ژنتیک‌باستان‌شناسی
  - باستان‌زیست‌شناسی
  - باستان‌شناسی رایانه‌ای
  - درخت‌گاه‌شماری
  - زمین‌باستان‌شناسی
  - گرده‌شناسی
  - تاریخ‌گذاری رادیوکربن
  - باستان‌جانورشناسی
- باستان‌شناسی دیجیتال
- باستان‌شناسی محیطی
- باستان‌مردم‌شناسی
- باستان‌شناسی چشم‌انداز
- باستان‌شناسی رسانه
- استخوان‌شناسی
- دیرین‌مردم‌شناسی
- باستان‌مردم‌گیاه‌شناسی
- دیرین‌آسیب‌شناسی
- سنگواره‌شناسی
  - آغاز تاریخ
  - باستان‌شناسی کلاسیک
  - مصرشناسی
  - آشورشناسی
- باستان‌شناسی قاره‌های آمریکا

### تاریخ
- تاریخ آفریقا
  - تاریخ آفریقای جنوبی
  - تاریخ مصر
- تاریخ قاره آمریکا
  - تاریخ آمریکای شمالی
    - تاریخ ایالات متحده آمریکا
    - تاریخ کانادا
    - تاریخ مکزیک
    - تاریخ برزیل
    - تاریخ کلمبیا
    - تاریخ پرو
    - تاریخ آرژانتین

  - دوران پیشاکلمبی
    - تمدن می‌سی‌سی‌پی
- تاریخ باستان
  - یونان باستان
  - روم باستان
  - مصر باستان
  - تاریخ چین
  - خاور نزدیک باستان
- تاریخ آسیا
  - تاریخ چین
  - تاریخ ژاپن
  - تاریخ کره
  - تاریخ مغولستان
  - تاریخ هند
  - تاریخ ترکیه
  - تاریخ ایران
  - تاریخ فیلیپین
  - تاریخ اندونزی
- تاریخ اروپا
  - تاریخ پادشاهی متحد
  - تاریخ فرانسه
  - تاریخ آلمان
  - تاریخ هلند
  - تاریخ ایتالیا
  - تاریخ اسپانیا
  - تاریخ پرتغال
  - تاریخ لهستان
    - تاریخ سوئد
    - تاریخ نروژ
    - تاریخ دانمارک
    - تاریخ فنلاند
    - تاریخ ایسلند

  - تاریخ روسیه
- تاریخ استرالیا
- تاریخ زیست‌محیطی
- تاریخچه روشنفکری
- دوره مدرن
- تاریخ علم
- تاریخ فناوری
- تاریخ جهانی

### زبان‌شناسی و زبان‌ها
- مطالعات کلاسیک
- زبان
  - زبان انگلیسی تجارت
  - زبان کلاسیک
  - انگلیسی معیار
- زبان‌شناسی کاربردی
- زبان‌شناسی رایانشی
- تحلیل گفتمان
- ریشه‌شناسی
- دستور زبان
- زبان‌شناسی تاریخی
- تاریخ زبانشناسی
- واژه‌شناسی
- رده‌شناسی زبانی
- صرف
- پردازش زبان‌های طبیعی
- لغت‌شناسی
- آواشناسی
- واج‌شناسی
- کاربردشناسی
- روان‌شناسی زبان
- معناشناسی
- نشانه‌شناسی
- زبان‌شناسی اجتماعی
- نحو
- اصطلاح‌شناسی
- بلاغت
- کاربرد (زبان)

### فلسفه
- فرافلسفه
- متافیزیک
  - هستی‌شناسی
  - پایان‌شناسی
  - فلسفه ذهن
    - فلسفه هوش مصنوعی
    - فلسفه ادراک
    - درد (فلسفه)

  - فلسفه فضا و زمان
  - کنش (فلسفه)
  - تعین‌گرایی و اختیار
- معرفت‌شناسی
  - نظریه توجیه
  - فهرست مغالطه‌ها
- فلسفه اخلاق
  - فرااخلاق
  - اخلاق هنجاری
    - اخلاقیات فضیلت

  - اخلاق کاربردی
    - حقوق حیوانات
    - اخلاق زیستی
    - اخلاق زیست‌محیطی

  - روان‌شناسی اخلاقی، اخلاق توصیفی، نظریه ارزش
- زیبایی‌شناسی
- فلسفه اجتماعی و فلسفه سیاسی
  - آنارشیسم
  - فلسفه فمینیستی
  - لیبرترینیسم (جستارهای لیبرترینیسم)
  - مارکسیسم
- فهرست مکتب‌های فلسفی
  - فلسفه افلاطونی
  - ارسطوگری
  - فلسفه تحلیلی
  - فلسفه قاره‌ای
  - فلسفه شرق
  - فلسفه فمینیستی
- تاریخ فلسفه
  - فلسفه دوران باستان
  - فلسفه قرون وسطی
    - فلسفه مدرسی
    - انسان‌گرایی

  - فلسفه جدید
  - فلسفه معاصر
- منطق
  - منطق فلسفی
  - منطق ریاضی
  - فلسفه آموزش
  - فلسفه تاریخ
  - فلسفه دین
  - فلسفه زبان
  - فلسفه حقوق
  - فلسفه ریاضیات
  - فلسفه موسیقی
  - فلسفه علم
    - فلسفه علوم اجتماعی
    - فلسفه فیزیک
    - فلسفه زیست‌شناسی
    - فلسفه شیمی
    - فلسفه اقتصاد
    - فلسفه روان‌شناسی

  - فلسفه مهندسی

### دین
- دین‌های ابراهیمی
  - مسیحیت (مرور کلی پیرامون مسیحیت)
    - الهیات مسیحی

  - اسلام (نمای کلی اسلام)/ اسلام‌شناسی
  - یهودیت (رئوس مطالب یهودیت)
- دفاعیات دینی
- دین‌های هندی
  - بودیسم
  - هندوئیسم
  - جین (دین)
  - آیین سیک
- ادیان شرق آسیا
  - دین‌های سنتی چینی
  - کنفسیوس‌گرایی
  - شینتو
  - تائوئیسم
  - ییگاندائو
  - کائوداییسم
  - چئوندوئیسم
  - اوموتو
  - دین مصر باستان
  - سرخ‌پوست
  - گنوسیسم
  - علوم خفیه
  - عرفان
  - معنویت
  - جنبش‌های نوپدید دینی
  - دین سومری
  - مزدیسنا
- دین‌شناسی تطبیقی
- اسطوره و فولکلور
- خداباوری
- بی‌دینی
  - ندانم‌گرایی
  - خداناباوری (رئوس مطالب خداناباوری) و انسان‌گرایی دینی
  - غیرخداباوری

### فعالیت‌های هنری

#### هنرهای آشپزی
- طعم اکتسابی
- پس‌مزه
- اشتها
- آشپزی
- خوان
- تزئین غذا
- گردشگری غذایی
- غذای لاکچری
- رژیم غذایی
- مزه
- ایمنی غذایی
- امنیت غذایی
- خوراک‌شناسی

#### ادبیات
- شعر
- ادبیات تطبیقی
- ادبیات انگلیسی
- ادبیات جهان
  - ادبیات آمریکا
- تاریخ ادبیات
  - ادبیات قرون وسطی
  - ادبیات پسااستعماری
  - ادبیات پست‌مدرن
- نظریه ادبی
  - نظریه انتقادی (رئوس مطالب نظریه انتقادی)
  - نقد ادبی
  - سخن‌شناسی
  - بلاغت
- گونه ادبی
  - غیرداستانی خلاق
  - ادبیات داستانی نوشتن
  - ناداستان نوشتن
  - غیرداستانی خلاق
  - شعر
  - نمایشنامه‌نویس

#### هنرهای نمایشی
- موسیقی
  - همراهی (موسیقی)
  - موسیقی مجلسی
  - موسیقی کلیسایی
  - رهبری (موسیقی)
    - گروه کر
    - ارکستر
    - ارکستر بادی

  - موسیقی اولیه
  - جاز
  - آموزش موسیقی
  - ژانر موسیقی
  - تئوری موسیقی
  - موسیقی‌شناسی
  - موسیقی‌شناسی قومی
  - سازشناسی
    - ارگ (ساز) و ساز شستی‌دار
    - پیانو
    - سازهای زهی، چنگ، عود و گیتار
    - خوانندگی
    - سازهای بادی چوبی، سازهای بادی برنجی و سازهای کوبه‌ای

  - ضبط و بازتولید صدا
  - ارکستر
- رقص
  - طراحی رقص
  - نشان‌گذاری رقص
- تلویزیون
- تئاتر
  - تاریخ نمایش
  - بازیگری
  - کارگردان نمایش
  - طراحی صحنه
  - عروسک‌گردانی
  - نمایش‌پردازی
  - تئاتر موزیکال
- مطالعات فیلم
  - پویانمایی
  - لایو اکشن
  - فیلم‌سازی
  - نقد فیلم
  - ژانر فیلم
  - مطالعات فیلم
  - نظریه فیلم
- ادبیات شفاهی
  - سخنرانی عمومی
  - قصه‌گویی
  - بازی آرکید
  - بازی صوتی
  - بازی ویدئویی

#### هنرهای تجسمی
| - صنعت‌گری - هنرهای زیبا - طراحی گرافیک - هنرهای نگاشتاری - رسم - نقاشی - عکاسی - مجسمه‌سازی |

### جغرافیا
- نقشه‌نگاری
- ناوبری
- جغرافیای انسانی
  - جغرافیای فرهنگی
  - جغرافیای اقتصادی
    - جغرافیای توسعه

  - جغرافیای تاریخی
  - جغرافیای زمان
  - جغرافیای سیاسی و ژئوپلیتیک
    - جغرافیای نظامی
    - جغرافیای راهبردی

  - جغرافیای جمعیت
  - جغرافیای اجتماعی
    - جغرافیای رفتاری
    - جغرافیای سلامت

  - جغرافیای شهری
- جغرافیای زیست‌محیطی
- جغرافیای طبیعی
  - جغرافیای زیستی
  - اقلیم‌شناسی
    - دیرین‌اقلیم‌شناسی

  - جغرافیای ساحلی
  - ژئومورفولوژی
  - زمین‌سنجی
  - آب‌شناسی/آب‌نگاری
    - یخچال‌شناسی
    - آبگیرشناسی
    - زیست‌زمین‌شیمی
    - اقیانوس‌نگاری

  - بوم‌شناسی چشم‌انداز
  - جغرافیای دیرینه
- جغرافیای ناحیه‌ای
- سنجش از دور

### مطالعات میان‌رشته‌ای

#### مطالعات منطقه‌ای
- مطالعات آفریقایی
- مطالعات آمریکا
- مطالعات آسیایی
  - ایران‌شناسی
  - چین‌شناسی
  - هندشناسی
  - مطالعات هندواروپایی
- مطالعات خاورمیانه
- امپراتوری روسیه

#### مطالعات قومیتی و فرهنگی
| - مطالعات فرهنگی - قوم‌شناسی - فرهنگ‌شناسی |

#### مطالعات سازمانی
- اقتصاد کسب و کار
- اخلاق تجارت
- نظریه تصمیم
- کارآفرینی
- مدیریت منابع انسانی
- سازمان صنعتی
- مدیریت
- رفتار سازمانی
- نظریه سازمانی
- مدیریت پروژه
- کنترل کیفیت
- راهبرد

### علوم سیاسی
- سیاست در ایالات متحده آمریکا
- سیاست در کانادا
- سیاست تطبیقی
- ژئوپلیتیک
- روابط بین‌الملل
- سازمان بین‌المللی
- سیاست‌پژوهی
- رفتار سیاسی
- فرهنگ سیاسی
- اقتصاد سیاسی
- تاریخ سیاسی
- فلسفه سیاسی
- انتخابات‌پژوهی
- اداره امور عمومی
  - سازمان غیرانتفاعی
  - سازمان مردم‌نهاد
- سیاست‌گذاری عمومی
- نظریه انتخاب اجتماعی

### روان‌شناسی
- روان‌شناسی مرضی
- روان‌شناسی کاربردی
- علوم اعصاب رفتاری
- روان‌شناسی بالینی
- روان‌شناسی شناختی
- روان‌شناسی تطبیقی
- رفتار مصرف‌کننده
- روان‌شناسی مشاوره
- روان‌شناسی فرهنگی
- روان‌شناسی رشد
- روان‌شناسی تفاوت‌های فردی
- روان‌شناسی تربیتی
- روان‌شناسی محیطی
- روان‌شناسی فرگشتی
- روان‌شناسی تجربی
- پویایی گروه
- روان‌شناسی جنایی
- روان‌شناسی سلامت
- روان‌شناسی انسان‌گرایانه
- روان‌شناسی ریاضی
- روان‌شناسی نظامی
- روان‌شناسی اخلاقی و اخلاق توصیفی
- روان‌شناسی موسیقی
- عصب‌روان‌شناسی
- روان‌شناسی صنعتی و سازمانی
- پاراسایکولوژی
- روان‌شناسی شخصیت
- روان‌شناسی سیاسی
- روان‌شناسی مثبت‌گرا
- حل مسئله
- روان‌کاوی
- علوم اعصاب رفتاری
- روان‌سنجی
- روان‌شناسی دین
- آسیب‌شناسی روانی
- روان‌فیزیک
- روان‌شناسی کمی
- روان‌شناسی اجتماعی
- روان‌شناسی ورزش
- روان‌شناسی ترافیک

## علوم تجربی

### زیست‌شناسی
- کالبدشناسی
  - کالبدشناسی مقایسه‌ای
  - بدن انسان
- باکتری‌شناسی
- بیوشیمی
- بیوانفورماتیک
- بیوفیزیک (روش‌های تجربی در زیست‌فیزیک)
- زیست‌فناوری
- گیاه‌شناسی
  - مردم‌گیاه‌شناسی
  - جلبک‌شناسی
- زیست‌شناسی سلولی
- کرونوبیولوژی
- زیست‌شناسی شناختی
- زیست‌شناسی محاسباتی
- زیست‌شناسی حفاظت
- سرمازیست‌شناسی
- زیست‌شناسی رشد
  - رویان‌شناسی
  - پیری‌شناسی
  - تراتوژن
- بوم‌شناسی
  - بوم‌شناسی کشاورزی
  - مردم‌بوم‌شناسی
  - بوم‌شناسی انسانی
  - بوم‌شناسی چشم‌انداز
- ژنتیک
  - ژنتیک رفتاری
  - ژنتیک مولکولی
  - ژنتیک جمعیت
- غدد درون‌ریز و متابولیسم
- فرگشت
  - سازگان‌شناسی
  - آرایه‌شناسی
- بافت‌شناسی
- زیست‌شناسی انسان
- ایمنی‌شناسی
- آبگیرشناسی
- آرایه‌شناسی لینه‌ای
- زیست‌شناسی دریا
- زیست‌شناسی ریاضی و نظری
- میکروبیولوژی
- زیست‌شناسی مولکولی
- قارچ‌شناسی
- علوم اعصاب
  - علوم اعصاب رفتاری
  - علوم اعصاب محاسباتی
- تغذیه (تغذیه)
- دیرین‌زیست‌شناسی
  - دیرین‌شناسی
- انگل‌شناسی
- آسیب‌شناسی
  - آسیب‌شناسی تشریحی
  - آسیب‌شناسی بالینی
  - آسیب‌شناسی بافتی
  - آسیب‌شناسی مولکولی
  - آسیب‌شناسی جراحی
  - بیماری‌شناسی گیاهی
- فیزیولوژی
  - بدن انسان
    - فیزیولوژی ورزشی
- زیست‌شناسی جمعیت
- علوم اعصاب رفتاری
- زیست‌شناسی کوانتومی
- زیست‌جامعه‌شناسی
- زیست‌شناسی ساختاری
- زیست‌شناسی سامانه‌ها
- زیست‌شناسی ریاضی و نظری
- سم‌شناسی
- ویروس‌شناسی
  - ویروس‌شناسی
- زنوبیولوژی
- جانورشناسی
  - ارتباط جانوران
  - زنبورشناسی
  - عنکبوتی‌شناسی
  - بندپاشناسی
  - دوزیست‌شناسی
  - آب‌بازشناسی
  - حشره‌شناسی
    - حشره‌شناسی قانونی

  - مردم‌جانورشناسی
  - رفتارشناسی جانوران
  - کرم‌انگل‌شناسی
  - خزنده‌شناسی
  - ماهی‌شناسی
  - پستاندارشناسی
    - گربه‌شناسی

  - نرم‌تن‌شناسی
    - صدف‌شناسی
    - هشت‌پاشناسی

  - مورچه‌شناسی
  - نماتدشناسی
  - رفتارشناسی عصبی
  - تخم‌شناسی
  - پرنده‌شناسی (دورنمای پرندگان)
  - پلانکتون‌شناسی
  - نخستی‌شناسی
  - کالبدشناسی
  - جانورنشانه‌شناسی

### شیمی
- شیمی کشاورزی
- شیمی تجزیه
- اخترشیمی
- شیمی جو
- بیوشیمی
- فروکافت
- مهندسی شیمی (جستارهای مهندسی شیمی)
- زیست‌شناسی شیمیایی
- فیزیک‌شیمی
- شیمی‌انفورماتیک
- شیمی محاسباتی
- کیهان‌شیمی
- شیمی محیط زیست
- فموتوشیمی
- مزه
- شیمی قانونی
- زمین‌شیمی
- شیمی سبز
- ایمونوهیستوشیمی
- هیدروژنه کردن
- شیمی معدنی
- شیمی اقیانوس
- ریاضی شیمی
- شیمی دارویی
- زیست‌شناسی مولکولی
- مکانیک مولکولی
- نانوفناوری
- فراورده طبیعی
- شیمی اعصاب
- شیمی هسته‌ای
- می‌شناسی
- شیمی آلی (جستارهای شیمی آلی)
- شیمی آلی فلزی
- فراورده‌های پتروشیمی
- داروشناسی
- فتوشیمی
- شیمی‌فیزیک
  - الکتروشیمی
- فیتوشیمی
- شیمی بسپار
- شیمی کوانتومی
- رادیوشیمی
- شیمی خاک
- شیمی حالت جامد
- آواشیمی
- شیمی سوپرامولکولی
- علم سطح
- سنتز شیمیایی
- شیمی نظری
- ترموشیمی

### علوم زمین
- علوم جوی
- اقلیم‌شناسی
- بوم‌شناسی
- علوم محیطی
- شیمی محیط زیست
- زمین‌شناسی قانونی
- گوهرشناسی
- زمین‌سنجی
- جغرافیا
- زمین‌شناسی
- زمین‌شیمی
- ژئومورفولوژی
- ژئوفیزیک
- یخچال‌شناسی
- آب‌زمین‌شناسی
- آب‌شناسی
- هواشناسی
- کانی‌شناسی
- آبگیرشناسی
- اقیانوس‌نگاری
- خاک‌شناسی
- دیرین‌شناسی
  - دیرین‌زیست‌شناسی
  - دیرین‌بوم‌شناسی
- پترولوژی
- سیاره‌شناسی (علوم فضایی)
- رسوب‌شناسی
- لرزه‌شناسی
- علوم خاک
- غارشناسی
- زمین‌ساخت
- آتشفشان‌شناسی

### فیزیک
- صوت‌شناسی
- فیزیک کاربردی
  - فیزیک شتاب‌دهنده‌ها
- اخترفیزیک
- فیزیک اتمسفر
  - برق هواسپهری
- فیزیک اتمی، مولکولی و نوری
- فیزیک اتمی
- بیوفیزیک (روش‌های تجربی در زیست‌فیزیک)
- فیزیک‌شیمی
- فیزیک کلاسیک
- فیزیک محاسباتی
- فیزیک ماده چگال
- سردشناسی
- فیزیک دیجیتال
- دینامیک
  - آسترودینامیک
  - دینامیک پرواز
  - دینامیک سیالات
    - آیرودینامیک
    - دینامیک سیالات

  - زمین‌پویایی‌شناسی
  - دینامیک ملکولی
  - کرومودینامیک کوانتومی
  - الکترودینامیک کوانتومی
  - پویایی‌شناسی سیستم‌ها
  - ترمودینامیک
  - دینامیک خودرو
- اکونوفیزیک
- الکترومغناطیس
  - الکتریسیته
    - الکترواستاتیک

  - مغناطیس
- فیزیک مهندسی
- فیزیک تجربی
- ژئوفیزیک
  - میدان مغناطیسی زمین
- سینماتیک
- سینتیک (مکانیک)
- علم لیزر
- علم مواد
- ریاضی فیزیک
- فیزیک پزشکی
- مکانیک
  - مکانیک تحلیلی
  - مکانیک کاربردی
  - بالستیک (مکانیک)
  - بیومکانیک
  - مکانیک سماوی
  - مکانیک کلاسیک
  - مکانیک محیط‌های پیوسته
  - مکانیک سیالات
  - مکانیک شکست
  - مکانیک همیلتونی
  - هیدرولیک
  - مکانیک لاگرانژی
  - مکانیک ماتریسی
  - مکانیک مولکولی
  - مکانیک
  - مکانیک کوانتومی
  - مکانیک کوانتومی نسبیتی
  - مکانیک خاک
  - مکانیک جامدات
  - مکانیک آماری
    - مکانیک آماری کوانتومی
- فیزیک مولکولی
- فیزیک هسته‌ای
- نورشناسی
  - نورشناسی هندسی
  - نورشناسی فیزیکی
  - نورشناخت کوانتومی
- فیزیک ذرات
- پتروفیزیک
- فوتونیک
- شیمی‌فیزیک
- پلاسما (فیزیک)
- فیزیک بسپار
- مکانیک کوانتومی
  - فناوری کوانتومی
- نظریه نسبیت
  - نسبیت عام
  - نسبیت خاص
- فیزیک خاک
- فیزیک حالت جامد
- اسپینترونیک
- ایستایی
  - استاتیک سیالات
- مکانیک آماری
- علم سطح
- فیزیک نظری
  - نظریه میدان‌های کوانتومی
  - گرانش کوانتومی
- فیزیک حرارتی

### علوم فضایی
- مهندسی هوافضا
  - صنایع هوافضایی
  - کیهان‌نوردی
    - معماری در فضا
    - مستعمره‌سازی فضا
    - استفاده تجاری از فضا
      - تولید در فضا
      - گردشگری فضایی

    - غذای فضانوردان
    - فضاپزشکی
    - آمیزش جنسی در فضا
    - جنگ فضایی
    - نوشتن در فضا

  - آیرونوتیک
  - مهندسی کنترل
  - پرواز فضایی انسانی
  - فضاپیمای بدون سرنشین
- فناوری فضایی
  - رصدخانه فضایی
  - انرژی خورشیدی بر پایه فضا
  - طراحی فضاپیما
  - پیشرانش فضایی
- پرهیز از برخورد سیارک
- اخترزیست‌شناسی
- اخترشیمی
  - اخترشناسی نظری
- کیهان‌شیمی
- کیهان‌شناسی
  - کیهان‌شناسی فیزیکی
- بی‌وزنی
- سنجش از دور
- باستان‌شناسی فضایی
- کاوش فضایی
- حقوق فضایی
- انرژی هسته‌ای در فضا

#### اخترشناسی
- اخترشناسی
  - باستان‌اخترشناسی
  - اخترسنجی
  - اخترشناسی آماتوری
  - اخترشناسی فراکهکشانی
  - اخترشناسی کهکشانی
  - اخترشناسی پرانرژی
  - اخترشناسی رصدی
    - اخترشناسی رادیویی
    - تابش زمینه کیهانی
    - اخترشناسی زیرمیلی‌متری
    - اخترشناسی فروسرخ
    - اخترشناسی نور مرئی
    - اخترشناسی فرابنفش
    - اخترشناسی پرتو ایکس
    - اخترشناسی پرتو گاما
    - اخترشناسی نوترینو
    - اخترشناسی موج گرانشی

  - شیدسنجی (اخترشناسی)
  - طیف‌بینی
  - اخترشناسی
    - خورشید
- اخترفیزیک
  - مکانیک سماوی
  - ستاره فشرده
  - گرانش
    - سیاه‌چالهs

  - محیط میان‌ستاره‌ای
  - شبیه‌سازی عددی مستقیم
    - شکل‌گیری و تکامل کهکشان‌ها
    - اخترشناسی پرانرژی
    - دینامیک سیالات
    - مگنتوهیدرودینامیک
    - ستاره‌زایی

  - آسترودینامیک
  - کیهان‌شناسی فیزیکی
  - ستاره
    - لرزه‌شناسی خورشیدی
    - فیزیک خورشیدی
    - تکامل ستارگان
    - هسته‌زایی ستاره‌ای

  - فیزیک فضا
- سیاره‌شناسی (علوم زمین)
  - علوم جوی
  - سیاره‌شناسی فراخورشیدی
  - فرضیه سحابی
  - مغناطیس‌سپهر
  - اخترزمین‌شناسی
  - اجرام کوچک منظومه شمسی

## علوم قراردادی

### علوم کامپیوتر
- نظریه محاسبات
  - نظریه ماشین‌ها (نظریه زبان‌ها)
  - نظریه رایانش‌پذیری
  - نظریه پیچیدگی محاسباتی
  - همروندی (علوم رایانه)
- یکپارچه‌سازی کلان‌مقیاس
- سیستم‌عامل
- الگوریتم
  - الگوریتم‌های تصادفی
  - الگوریتم موازی
  - هندسه محاسباتی
- پایگاه داده
- ساختمان داده‌ها
- معماری رایانه
- شبکه رایانه‌ای
  - نظریه اطلاعات
  - اینترنت، وب جهان‌گستر
  - شبکه بی‌سیم
  - رایانش فراگیر
  - رایانش ابری
- برنامه رایانه‌ای
- برنامه‌نویسی رایانه‌ای
- امنیت رایانه
  - تحلیل رمز
  - رمزنگاری
  - تاب‌آوری خطا
- رایانش توزیع‌شده
  - رایانش مشبک
- رایانش موازی
- رایانش کوانتومی
- گرافیک رایانه‌ای
  - پردازش تصویر دیجیتال
  - مصورسازی علمی
- مهندسی نرم‌افزار
  - روش‌های صوری (درستی‌یابی صوری)
- زبان برنامه‌نویسی
  - پارادایم برنامه‌نویسی
    - برنامه‌نویسی دستوری
    - برنامه‌نویسی شیءگرا
    - برنامه‌نویسی تابعی
    - برنامه‌نویسی منطقی
    - رایانش همزمان

  - معنی‌شناسی (علوم رایانه)
  - نظریه نوع‌ها
  - کامپایلر
- تعامل انسان و رایانه
- علم اطلاعات
  - مدیریت داده
  - داده‌کاوی
  - پایگاه داده
    - پایگاه داده رابطه‌ای
    - پایگاه داده توزیع‌شده
    - پایگاه داده شیء

  - بازیابی اطلاعات
  - مدیریت اطلاعات
  - سامانه اطلاعاتی
  - فناوری اطلاعات
  - مدیریت دانش
  - چندرسانه‌ای، ابررسانه
  - اطلاعات کوانتومی
- علوم نظری رایانه
- هوش مصنوعی (نمای کلی هوش مصنوعی)
  - علوم شناختی
    - استدلال خودکار
    - یادگیری ماشینی
      - شبکه عصبی مصنوعی
      - ماشین بردار پشتیبانی

    - پردازش زبان‌های طبیعی (زبان‌شناسی رایانشی)
    - بینایی رایانه‌ای

  - سامانه خبره
  - رباتیک
- محاسبات در ریاضیات، علوم طبیعی، مهندسی و پزشکی
  - آنالیز عددی
  - جبر رایانه‌ای
  - نظریه اعداد رایانشی
  - ریاضیات محاسباتی
  - علم محاسبه
  - زیست‌شناسی محاسباتی
  - فیزیک محاسباتی
  - شیمی محاسباتی
  - علوم اعصاب محاسباتی
  - مهندسی به کمک رایانه
    - روش اجزاء محدود
    - دینامیک سیالات محاسباتی
- محاسبات در علوم اجتماعی، فعالیت‌های هنری، علوم انسانی و حرفهها
  - اقتصاد محاسباتی
  - مالی محاسباتی
  - علوم انسانی دیجیتال
  - تاریخ سخت‌افزار رایانه
  - تاریخ علوم رایانه (جستارهای علوم رایانه)

### منطق
| - منطق ریاضی - نظریه مجموعه‌ها - نظریه برهان - نظریه مدل - نظریه رایانش‌پذیری - منطق موجهات - منطق شهودی | - منطق فلسفی - استدلال منطقی - منطق موجهات | - منطق در علوم کامپیوتر - معنی‌شناسی (علوم رایانه) - روش‌های صوری (درستی‌یابی صوری) - نظریه نوع‌ها - برنامه‌نویسی منطقی - منطق چند-ارزشی - منطق فازی |

### ریاضیات

#### ریاضیات محض
See also ریاضیات and AMS Mathematics Subject Classification
- جبر
  - نظریه گروه‌ها
  - نظریه حلقه‌ها
    - جبر جابجایی

  - میدان (ریاضیات)
  - جبر خطی (فضای برداری)
  - جبر جهانی
  - جبر همولوژی
  - مشبکه (ترتیب) (نظریه ترتیب)
  - نظریه نمایش
  - نظریه K
  - نظریه رسته‌ها
- آنالیز ریاضی
  - آنالیز حقیقی
    - حسابان

  - آنالیز مختلط
  - آنالیز تابعی
    - نظریه عملگرها

  - آنالیز غیراستاندارد
  - آنالیز هارمونیک
    - آنالیز فوریه

  - آنالیز پی-ادیک
  - معادله دیفرانسیل معمولی
  - معادله دیفرانسیل با مشتقات جزئی
- نظریه احتمالات
  - اندازه (ریاضیات)
  - نظریه ارگودیک
  - فرایند تصادفی
- هندسه و توپولوژی
  - توپولوژی عمومی
  - توپولوژی جبری
  - توپولوژی دیفرانسیل
  - هندسه جبری
  - هندسه تصویری
  - هندسه آفین
  - هندسه نااقلیدسی
  - هندسه محدب
  - هندسه گسسته
  - هندسه اقلیدسی
  - هندسه متناهی
  - هندسه ناجابجایی
  - هندسه فضایی
  - مثلثات
- نظریه اعداد
  - نظریه تحلیلی اعداد
  - نظریه جبری اعداد
  - نظریه هندسی اعداد
  - حساب
- منطق ریاضی و بنیان‌های ریاضیات
  - نظریه مجموعه‌ها
  - نظریه برهان
  - نظریه مدل
  - نظریه رایانش‌پذیری
  - منطق موجهات
  - منطق شهودی

#### ریاضیات کاربردی
- نظریه تقریب
- ریاضیات محاسباتی
- آنالیز عددی
- تحقیق در عملیات
  - بهینه‌سازی
  - برنامه‌ریزی خطی
  - برنامه‌نویسی پویا
  - زمان‌بندی مغازه کارها
  - تحلیل سامانه‌ها
  - فرایند تصادفی
- سامانه پویا
  - نظریه آشوب
  - فراکتال
- ریاضی فیزیک
  - مکانیک کوانتومی
  - نظریه میدان‌های کوانتومی
  - گرانش کوانتومی
    - نظریه ریسمان

  - مکانیک آماری
- نظریه محاسبات
  - نظریه پیچیدگی محاسباتی
- نظریه اطلاعات
- رمزنگاری
- پنهان‌نگاری
- ترکیبیات
  - نظریه کدگذاری
- نظریه گراف
- نظریه بازی

##### آمار
- آمار ریاضی
- اقتصادسنجی
- بیم‌سنجی
- جمعیت‌شناسی
  - داده‌کاوی
  - تحلیل رگرسیون
  - شبیه‌سازی
    - بوت‌استرپینگ (آمار)
- طرح آزمایش
  - تحلیل واریانس
  - روش‌شناسی سطح پاسخ
  - نمونه‌گیری آماری
- مدل آماری
  - آمار زیستی
    - همه‌گیرشناسی

  - آمار چندمتغیره
    - مدل‌سازی معادلات ساختاری
    - سری زمانی

  - مهندسی قابلیت اطمینان
  - کنترل کیفیت
- نظریه آمار
  - نظریه تصمیم
  - آمار ریاضی
    - احتمالات

  - روش‌های آمارگیری

### علوم سامانه‌ها
- علم شبکه
- نظریه آشوب
- سامانه مفهومی
- سامانه ارتباطی
- سامانه پیچیده
- سامانه پیچیده
- سایبرنتیک
  - سایبرنتیک مرتبه دوم
  - سایبرنتیک مرتبه دوم
- نظریه کنترل
  - مهندسی کنترل
  - سامانه کنترل
  - سامانه پویا
- تحقیق در عملیات
- زیست‌شناسی سامانه‌ها
  - مدل‌سازی سیستم‌های زیستی
  - زیست‌شناسی مصنوعی
- پویایی‌شناسی سیستم‌ها
  - پویایی اجتماعی
- بوم‌شناسی سیستم‌ها
  - بوم‌شناسی اکوسیستم
- مهندسی سامانه‌ها
  - تحلیل سامانه‌ها
- نظریه سامانه‌ها در انسان‌شناسی
- سیستم‌های روان‌شناسی
  - ارگونومی
  - مدل سیستم‌های خانواده درونی
- نظریه سامانه‌ها
  - نظریه سامانه‌ها
  - نظریه سامانه خطی تغییرناپذیر با زمان
  - سیستم فنی‌اجتماعی
  - تئوری سامانه‌های پویا
  - نظریه نظام‌های جهانی

## حرفه‌ها و علوم کاربردی

### کشاورزی
- هواکشت
- بوم‌شناسی کشاورزی
- برزشناسی
- دامپروری (علوم دامی)
  - زنبورداری
- اقتصاد کشاورزی
- مهندسی کشاورزی
- آبزی‌پروری
- آکواپونیک
- می‌شناسی
- حشره‌شناسی
- علوم غذایی
  - تزئین غذا
- جنگل‌داری
- باغبانی علمی
- آب‌شناسی
- آب‌کشت
- خاک‌شناسی
- گیاه‌شناسی
  - میوه‌کاری
- مهار آفت
- خالص‌سازی آب
- موکاری

### معماری و طراحی
- معماری
  - معماری داخلی
  - معماری منظر
- حفاظت تاریخی
- طراحی داخلی (معماری داخلی)
- معماری منظر (باغ‌آرایی)
- طراحی چشم‌انداز
- برنامه‌ریزی شهری (طراحی شهری)
  - طراحی گرافیک
  - ترسیم فنی
- طراحی صنعتی (طراحی محصول)
  - ارگونومی
  - اسباب‌بازی
- طراحی تجربه کاربری
  - طراحی تعاملی
  - معماری اطلاعات
  - طراحی واسط کاربر
- هنرهای تزئینی
- طراحی مد
- طراحی پارچه

### کسب‌وکار
- حسابداری
- مدیریت اجرایی کسب و کار
- آنالیز کسب‌وکار
- اخلاق تجارت
- حقوق شرکا
- کسب‌وکار الکترونیک
- کارآفرینی
- دانش مالی
- روابط سازمانی
  - چانه‌زنی دسته‌جمعی
  - منابع انسانی
  - مطالعات سازمانی
  - اقتصاد کار
  - تاریخ کار
- سامانه اطلاعاتی
  - سامانه اطلاعاتی مدیریتی
  - انفورماتیک پزشکی
- فناوری اطلاعات
- تجارت خارجی
- مدیریت
- بازاریابی
- مدیریت عملیات
- خریداری
- مدیریت ریسک و بیمه
- علوم سامانه‌ها

### الهیات
- قانون کلیسایی
- تاریخ مسیحیت
  - تعلیمات دینی
  - نیایش‌سرایی
- هرمنوتیک
  - عبری توراتی
  - کتاب آسمانی
  - زبان یونانی کوینه
  - لاتین
  - زبان اسلاوی کلیسایی باستان
- الهیات
  - خداشناسی جزمی
  - کلیساشناسی
  - هفت‌آیین
  - خداشناسی سازمان‌یافته
  - اخلاق مسیحی
  - الهیات تاریخی

### آموزش
- آموزش تطبیقی
- علوم پرورشی انتقادی
  - آموزش ابتدایی
  - آموزش متوسطه
  - آموزش عالی
  - ترویج و آموزش کشاورزی
  - آموزش شیمی
  - آموزش پزشکی
  - آموزش موسیقی
  - آموزش پرستاری
  - آموزش در فضای باز
  - آموزش صلح
  - آموزش فیزیکی/مربی (ورزش)
  - خواندن
  - تعلیمات دینی
  - آموزش علوم
  - آموزش استثنائی
  - آموزش مسائل جنسی
  - جامعه‌شناسی آموزش
- فلسفه آموزش
- روان‌شناسی تربیتی
- فناوری آموزشی
- آموزش از راه دور

### مهندسی و فناوری
| مهندسی شیمی - آنزیم - مهندسی زیستی - مهندسی زیست‌شیمیایی - بیونیک - فروکافت - علم مواد - مهندسی مولکولی - نانوفناوری - مهندسی پلیمر - طراحی فرایند - مهندسی نفت - مهندسی هسته‌ای - مهندسی فرایند - مهندسی واکنش‌های شیمیایی - ترمودینامیک - پدیده‌های انتقال مهندسی عمران - مهندسی کشاورزی - ساخت‌وساز - مهندسی زمین‌لرزه - مهندسی بوم‌شناختی - مهندسی محیط زیست - ژئوتکنیک - زمین‌شناسی مهندسی - مهندسی هیدرولیک - زیرساخت - مهندسی معدن - مهندسی ترابری - مهندسی بزرگراه - مهندسی سازه - مهندسی ساختمان - نقشه‌برداری مهندسی برق - فیزیک کاربردی - مهندسی کامپیوتر (سیاهه مهندسی رایانه) - علوم رایانه - مهندسی کنترل - نظریه کنترل - مهندسی الکترونیک - الکترونیک - ابزار دقیق - فیزیک مهندسی - فوتونیک - نظریه اطلاعات - مهندسی مکاترونیک - مهندسی قدرت - رباتیک - میکروباتیک - نیم‌رسانا - مهندسی مخابرات - رایانش کوانتومی | علم مواد - بیومتریال - مهندسی سرامیک - بلورنگاری - نانومواد - فوتونیک - متالورژی - مهندسی پلیمر - دانش بسپار - نیم‌رسانا مهندسی مکانیک - مهندسی هوافضا - آیرونوتیک - کیهان‌نوردی - مهندسی صوت‌شناسی - مهندسی خودرو - مهندسی پزشکی - مهندسی بایومکانیک - مکانیک محیط‌های پیوسته - مکانیک سیالات - انتقال گرما - مهندسی صنایع - مهندسی ساخت و تولید - پیشرانش دریایی - انتقال جرم - مهندسی مکاترونیک - مهندسی اپتیک و لیزر - رباتیک - ترمودینامیک |

### مطالعات زیست‌محیطی و جنگل‌داری
| - مدیریت منبع زیست‌محیطی - مدیریت ساحلی - مدیریت ماهیگیری - مدیریت سرزمین - مدیریت منابع طبیعی - مدیریت پسماند - مدیریت حیات وحش | - سیاست‌گذاری زیست‌محیطی - تماشای حیات وحش - جنگل‌ورزی - توسعه پایدار - سم‌شناسی - بوم‌شناسی |

### خانواده و علم مصرف
| - مسکن - طراحی داخلی | - تغذیه (تغذیه) - صنعت آذوقه رسانی - پارچه |

### عملکرد فیزیکی و تفریح انسان
- بیومکانیک / بیومکانیک ورزش
- مربی (ورزش)
- ارگونومی
- آمادگی جسمانی
  - اروبیک
- طراحی بازی
- فیزیولوژی ورزشی
- حرکت‌شناسی / فیزیولوژی ورزشی
- ناوبری
- تفریح در هوای آزاد
- فعالیت فیزیکی
- آموزش فیزیکی / علوم پرورشی
- سکس‌شناسی
- ورزش / تمرین بدنی
- روزنامه‌نگاری ورزشی
- مدیریت ورزشی
  - مدیریت ورزشی
- روان‌شناسی ورزش
- پزشکی ورزشی
  - پزشکیار ورزشی
- مهارت‌های زنده‌ماندن
- اسباب‌بازی

### روزنامه‌نگاری، مطالعات رسانه‌ای و ارتباطات
- روزنامه‌نگاری
  - روزنامه‌نگاری رادیو و تلویزیون
  - روزنامه‌نگاری دیجیتال
  - غیرداستانی خلاق
  - رسانه‌های جدید
  - روزنامه‌نگاری
  - روزنامه‌نگاری ورزشی
- مطالعات رسانه‌ای (رسانه گروهی)
  - روزنامه
  - مجله
  - رادیو
  - تلویزیون
  - فیلم
    - مطالعات فیلم

  - مطالعات بازی
- روایت‌شناسی
  - اینترنت
- مطالعات ارتباطی
  - تبلیغات
  - ارتباط جانوران
  - تئوری توطئه
  - رسانه دیجیتال
  - ارتباطات زیست‌محیطی
  - حقه
  - نظریه اطلاعات
  - بازاریابی
  - ارتباط جمعی
  - ارتباط غیرکلامی
  - ارتباطات سازمانی
  - پروپاگاندا
  - روابط عمومی
  - گفتار
  - ترجمه

### قانون
- - حقوق شرکا
  - عرف تجاری
  - حقوق شرکا
- حقوق اداری
- قانون کلیسایی
- حقوق تطبیقی
- حقوق اساسی
- قانون رقابت
- حقوق کیفری
  - آئین دادرسی کیفری
  - عدالت کیفری
    - علوم قانونی
- احکام اسلام
- هلاخا
- دانش نظری حقوق (فلسفه حقوق)
- حقوق مدنی
  - قوانین دریانوردی
  - قانون جانوران/حقوق حیوانات
  - کامن لا
  - کورپوریشن
  - آئین دادرسی مدنی
  - قرارداد
  - حقوق محیط زیست
  - حقوق خانواده
  - حقوق بین‌الملل
    - حقوق بین‌الملل

  - قانون کار
  - قانون مالکیت
  - حقوق مالیاتی
  - شبه‌جرم
- اجرای قانون
- آئین دادرسی

### مطالعات کتابخانه و موزه
- دانش بایگانی
- آرشیویست
- پایگاه اطلاعات کتابشناختی
- کتاب‌سنجی
- کتابخانه سیار
- داده‌نامه‌نویسی
  - تحلیل استنادی
- رده‌بندی
- طبقه‌بندی
  - آرایه‌شناسی (زیست‌شناسی)
  - آرایه‌شناسی
  - دسته‌بندی آماری
  - اطلاعات طبقه‌بندی‌شده
  - نظام رده‌بندی محتوی فیلم
- کتابدار
- حفاظت و مرمت دارایی فرهنگی
- نمایشگاه‌گردان
- پایگاه داده
- مدل‌سازی داده
- حفاظت دیجیتال
- مرمت فیلم
- حفاظت تاریخی
- علوم کتابداری و اطلاع‌رسانی
- تعامل انسان و رایانه
- نمایه کتاب‌شناختی
- انفورماتیک
- معماری اطلاعات
- سواد اطلاعاتی
- بازیابی اطلاعات
- علم اطلاعات
- سامانه اطلاعاتی
- سیستم مدیریت کتابخانه
- امانت بین کتابخانه‌ای
- مهندسی دانش
- مدیریت دانش
- کتابخانه
- مدیریت
- موزه‌شناسی
- مدیریت هنری
- حفاظت تاریخی
- مدیریت مستندات
- مرجع
- نرم‌افزار مدیریت منابع
- پژوهش
- کتابخانه تخصصی
- آمار

### پزشکی
- پزشکی جایگزین
- هوش‌بری
- نظافت
- فناوری سلامت/آسیب‌شناسی بالینی/علوم آزمایشگاهی
  - شیمی بالینی
  - سیتوژنتیک
  - خون‌شناسی
  - زیست‌شناسی سلولی
  - مراقبت سلامت
  - بافت‌شناسی
  - ایمنی‌شناسی
  - میکروبیولوژی پزشکی
  - ژنتیک مولکولی
  - انگل‌شناسی
- آرایش
- آلودگی‌زدایی
- دندان‌پزشکی
  - بهداشت‌کار دهان و دندان و همه‌گیرشناسی
  - جراحی دندان
  - ریشه‌درمانی
  - ارتودنسی
  - جراحی دهان و فک و صورت
  - لثه‌درمانی
  - پروتزدرمانی
  - درون‌کاشت دندانی
- پوست‌شناسی
- طب اورژانس
- انفورماتیک پزشکی/انفورماتیک پزشکی
- موسیقی‌درمانی
- پرستار
- تغذیه (تغذیه) و رژیم‌شناس
- بینایی‌سنجی
- استخوان‌درمانی
- فیزیوتراپی
- کاردرمانی
- گفتاردرمانی
- پزشکی داخلی
  - مراقبت پیشگیرانه پزشکی
  - کاردیولوژی
  - پوست‌شناسی
  - پزشکی ریه
    - سم‌شناسی پزشکی

  - غدد درون‌ریز و متابولیسم
  - پزشکی گوارش
    - پزشکی کبد

  - سرطان‌شناسی
  - پیرپزشکی
  - پزشکی زنان
  - خون‌شناسی
  - عفونت
  - نفرولوژی
  - عصب‌شناسی
  - جراحی مغز و اعصاب
  - پزشکی زایمان
  - چشم‌پزشکی
  - ارتوپدی
  - پزشکی گوش و حلق و بینی
  - آسیب‌شناسی
  - پزشکی کودکان
- داروسازی
- داروسازی
- فارماکوگنوزی
- آمادگی جسمانی
  - اروبیک
  - حرکت‌شناسی / فیزیولوژی ورزشی
- فیزیوتراپی
- پاپزشکی
- روان‌پزشکی
- روان‌شناسی
- بیماری‌های روان‌تنی
- روان‌درمانی
- بهداشت عمومی
- رادیولوژی
- تفریح‌درمانی
- پزشکی فیزیکی و توانبخشی
- پزشکی ریه
  - پزشکی ریه
  - پزشکی خواب
- روماتولوژی
- پزشکی ورزشی
- سترون (استریل)
- جراحی
  - جراحی چاقی
  - جراحی سینه
  - جراحی مغز و اعصاب
  - جراحی پلاستیک
  - جراحی تروما
  - تروماتولوژی
- طب سنتی
- درمان
- اورولوژی
  - پزشکی مردان
- دام‌پزشکی

### علوم نظامی
- عملیات آبی خاکی
- توپخانه
  - رزم هوایی
  - جنگ اطلاعاتی
  - جنگ زمینی
  - جنگ دریایی
  - جنگ فضایی
- لشکرکشی
- مهندسی نظامی
- دکترین
- جاسوسی
- نظریه بازی
- راهبرد کلان
  - سد نفوذ
  - جنگ محدود
  - علوم نظامی
  - فلسفه جنگ
  - مطالعات راهبردی
  - جنگ تمام‌عیار
  - جنگ
- رهبری
- آماد نظامی
  - تدارکات جنگی
  - مدیریت زنجیره تأمین نظامی
- عملیات نظامی
- تاریخ نظامی
  - جنگ صنعتی
- اطلاعات نظامی
- قوانین نظامی
- نیروی دریایی
  - معماری دریایی
  - تاکتیک نیروی دریایی
  - معماری دریایی
- سازمان نظامی
  - فرماندهی و کنترل
  - دکترین
  - مهندسی نظامی
  - اطلاعات نظامی
  - درجه نظامی
  - ستاد نظامی
  - فناوری نظامی
  - رزمایش
- راهبرد
  - جنگ فرسایشی
  - فریب نظامی
  - دفاع استراتژیک
  - آفند
  - پاتک
  - هدف استراتژیک (نظامی)
- تاکتیک نظامی
  - نبرد
  - تازش (نظامی)
  - پاتک
  - ضداطلاعات
  - ضدتروریسم
  - جنگ چریکی
  - فنون نفوذ
  - روحیه جمعی
  - تاکتیک نیروی دریایی
  - محاصره نظامی
  - حمله جراحی
  - هدف تاکتیکی
  - سنگر
- جنگ‌افزار
  - جنگ‌افزار زرهی
  - توپخانه
  - جنگ بیولوژیک
  - سواره‌نظام
  - جنگ کلاسیک
  - جنگ شیمیایی
  - جنگ اقتصادی
  - جنگ الکترونیک
  - پیاده‌نظام
  - جنگ هسته‌ای
  - جنگ روانی
  - جنگ غیرمتعارف
  - مسابقه تسلیحاتی
  - ترور
  - جنگ نامتقارن
  - دفاع مدنی
  - عملیات سری
  - تلفات جانبی
  - جنگ سرد (اصطلاح)
  - پیکار
  - عملیات پنهانی
  - جنگ مجازی
  - صنایع جنگ‌افزاری
  - خلع سلاح
  - سازمان اطلاعاتی
  - قانون جنگ
  - مزدور
  - لشکرکشی
  - عملیات نظامی
  - پیکار
  - نظامی‌نما
  - شرکت نظامی خصوصی
  - جنگ نیابتی
  - جنگ دینی
  - امنیت
  - نیروهای ویژه
  - عملیات ویژه
  - جبهه (جنگ)
  - دزدی
  - عملیات پنهانی
  - جنایت جنگی
  - سلحشور

### مدیریت دولتی
- خدمات کشوری
- زیست‌شناسی حفاظت
- عدالت کیفری
- کاهش خطر فاجعه
- مدیریت شرایط اضطراری
- ایمنی آتش (ایمنی در برابر آتش)
- بوم‌شناسی آتش
- حکومت
- روابط بین‌الملل
- اجرای قانون
- سیاست‌پژوهی
- اداره امور عمومی
  - سازمان غیرانتفاعی
  - سازمان مردم‌نهاد
  - مقررات
- خدمات عمومی

#### سیاست عمومی
- سیاست کشاورزی
- سیاست بازرگانی
- سیاست‌های فرهنگی
  - آزادسازی مواد مخدر
- سیاست اقتصادی
  - سیاست مالی
  - سیاست پولی
- سیاست انرژی
  - تجاری سازی انرژی‌های تجدید پذیر
- سیاست‌گذاری زیست‌محیطی
- سیاست خارجی
- سیاست سلامت
- مسکن دولتی
- کنترل مرزی
- سیاست زبان
- سیاست علم
  - سیاست فضایی
  - سیاست فناوری
- سیاست اجتماعی

### کار اجتماعی
- - سیاست اجتماعی
- پیری‌شناسی
- بهداشت روانی

### حمل و نقل
- ایمنی ترافیک جاده
- اینفوگرافیک
- لجستیک
- ترابری دریایی
  - دریانوردی
- تحقیق در عملیات
- ترابری عمومی
- مسافرت
- وسیله نقلیه